# Musikjahr 1836
Liste der Musikjahre

◄◄ | ◄ | 1832 | 1833 | 1834 | 1835 | Musikjahr 1836 | 1837 | 1838 | 1839 | 1840 | ► | ►►

Weitere Ereignisse
Dieser Artikel behandelt das Musikjahr 1836.

## Ereignisse
- 20. April: Die Stadt Busseto stellt den jungen Giuseppe Verdi als Musikdirektor ein.
- Der Manövrier-Marsch wird auf Auftrag des Hofkriegsrates von Militärkapellmeister Andreas Nemetz für die k.k. Armee komponiert.

## Instrumental und Vokalmusik (Auswahl)
- Frédéric Chopin: Nocturnes op. 27
- Gaetano Donizetti: Streichquartett Nr. 18 e-moll A.482
- Niels Wilhelm Gade: Scherzo cis für Klavierquartett; Streichquartett-Satz a
- Albert Lortzing: Festmarsch aus der Oper Die Schatzkammer des Ynka. Einzige Nummer der Oper die jemals aufgeführt wurde.
- Ignaz Moscheles: Charakteristische Studien, op. 95, für Klavier
- George Onslow: Streichquintett op. 58
- Clara Schumann: Quatre Pièces caractéristiques pour Pianoforte, gewidmet Sophie Kaskel op. 5; Soirées musicales für Klavier, gewidmet Henriette Voigt op. 6
- Johann Strauss (Vater): Rosa-Walzer op. 76; Huldigungs-Walzer op. 80
- Richard Wagner: Polonia, C-Dur (Orchesterstück)

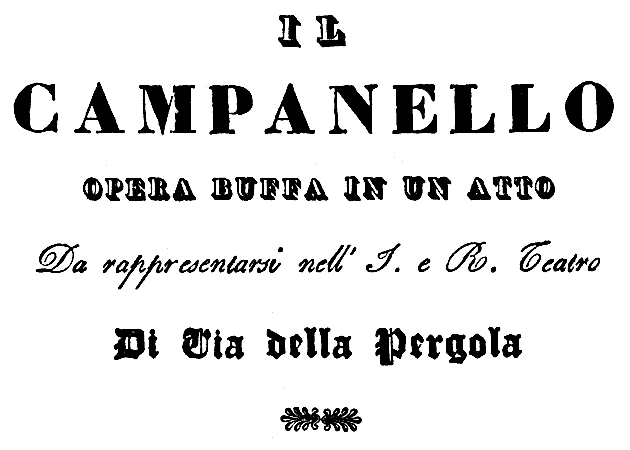
Gaetano Donizetti – Il campanello – Titelseite des Librettos, Florenz 1838

## Musiktheater
- 29. Januar: Uraufführung der Oper Das Schloß am Ätna, von Heinrich Marschner im Stadttheater Leipzig
- 04. Februar: Am Teatro La Fenice in Venedig findet mit Erfolg die Uraufführung der Oper Belisario von Gaetano Donizetti statt. Das Libretto stammt von Salvatore Cammarano. Die Hauptrollen singen Celestino Salvatori und Caroline Unger.
- 13. Februar: Uraufführung der Oper Il disertore per amore von Luigi Ricci in Neapel, (Teatro del fondo)
- 23. Februar: Uraufführung der Oper Giovanna Grey von Nicola Vaccai in Mailand, (Teatro alla Scala)
- 29. Februar: An der Grand Opéra Paris wird die Große Oper Les Huguenots von Giacomo Meyerbeer uraufgeführt. Das Libretto stammt von Eugène Scribe und Émile Deschamps.
- 22. März: Die Oper I briganti von Saverio Mercadante nach dem Drama Die Räuber von Friedrich Schiller wird am Théâtre-Italien in Paris uraufgeführt.
- 29. März: Uraufführung der Oper Das Liebesverbot von Richard Wagner in Magdeburg. Es ist die zweite vollendete Oper des Komponisten.
- 08. April: Die Uraufführung der Oper Alice von Friedrich von Flotow findet im Hôtel Castellane in Paris statt.
- 22. Mai: Paulus, das erste Oratorium von Felix Mendelssohn Bartholdy wird beim Niederrheinischen Musikfest in Düsseldorf uraufgeführt. Am 3. Oktober wird es in Liverpool von Sir George Smart erstmals in der englischen Fassung dirigiert.
- 26. Mai: Uraufführung der Oper The Maid of Artois von Michael William Balfe im Drury Lane Theatre in London
- 01. Juli: Uraufführung der Oper Il campanello von Gaetano Donizetti im Teatro Nuovo, Neapel
- 24. August: Uraufführung der Oper Betly ossia La capanna svizzera von Gaetano Donizetti im Teatro Nuovo, Neapel
- 13. Oktober: Uraufführung der Oper Le postillon de Lonjumeau (dt.: Der Postillon von Lonjumeau) von Adolphe Adam in Paris
- 30. Oktober: Uraufführung der komischen Oper Sérafine von Friedrich von Flotow in Royaumont
- 19. November: Uraufführung der Oper L’assedio di Calais (Die Belagerung von Calais) von Gaetano Donizetti im Teatro San Carlo, Neapel
- 09. Dezember: Uraufführung der Oper Ein Leben für den Zaren (orig.: Iwan Susanin) von Michail Iwanowitsch Glinka an der Hofoper in Sankt Petersburg
- 21. Dezember: Uraufführung der Oper L’ambassadrice (dt.: Die Botschafterin) von Daniel-François-Esprit Auber an der Opéra-Comique in Paris

## Weitere Werke
- Albert Lortzing: Die Schatzkammer des Ynka (Oper) gilt als verschollen, wurde nie als ganzes Werk aufgeführt.
- Adolphe Adam: La fille du Danube (Ballett)
- George Onslow: Guise ou les États de Blois (Oper)
- Friedrich von Flotow: Rob Roy (Oper)
- Louise Bertin: La Esmeralda (Oper)

## Geboren

### Geburtsdatum gesichert
- 17. Januar: José White Lafitte, kubanischer Geiger und Komponist († 1918)
- 21. Februar: Emil Hartmann, dänischer Komponist († 1898)

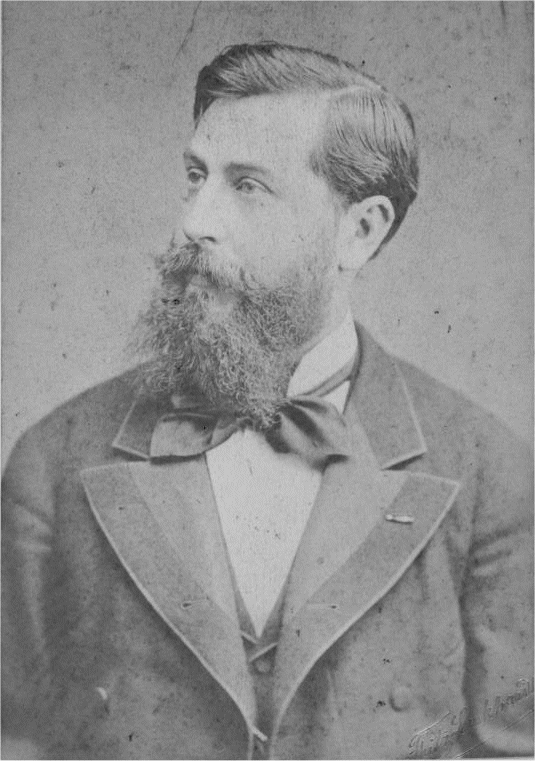
Léo Delibes; * 21. Februar

- 21. Februar: Léo Delibes, französischer Komponist († 1891)
- 28. Februar: Louise Catharine Harriers-Wippern, königlich preußische Kammersängerin († 1878)
- 21. März: Bertha Tammelin, schwedische Schauspielerin, Opernsängerin, Komponistin, Musikerin und Theaterpädagogin († 1915)
- 04. April: Charles Jerome Hopkins, US-amerikanischer Komponist († 1898)
- 07. April: Heinrich Götze, deutscher Musikpädagoge und Komponist († 1906)
- 15. April: Philemon Adriet, französischer Oboist, Militärkapellmeister, Lieutenant und Komponist († 1911)
- 19. April: Adoniram Judson Gordon, US-amerikanischer Baptistenpastor, Kirchenliedkomponist und Schulgründer († 1895)
- 21. April: Edoardo Sonzogno, italienischer Musikverleger († 1920)
- 07. Mai: Euphrosyne Parepa-Rosa, englische Opernsängerin († 1874)
- 18. Juni: Rudolf Münnich, deutscher Komponist († 1915)
- 23. Juni: Annie Louisa Walker, britische Lehrerin, Kirchenlieddichterin und Autorin († 1907)
- 02. Juli: Ludwig Schnorr von Carolsfeld, deutscher Opernsänger († 1865)
- 11. Juli: Heinrich Böckeler, deutscher Priester und Kirchenmusiker († 1899)
- 11. Juli: Antônio Carlos Gomes, brasilianischer Komponist († 1896)
- 13. Juli: Jan van den Acker, belgischer Violinist, Dirigent und Komponist († 1881)
- 26. Juli: Marie Geistinger, österreichische Schauspielerin und Sängerin († 1903)

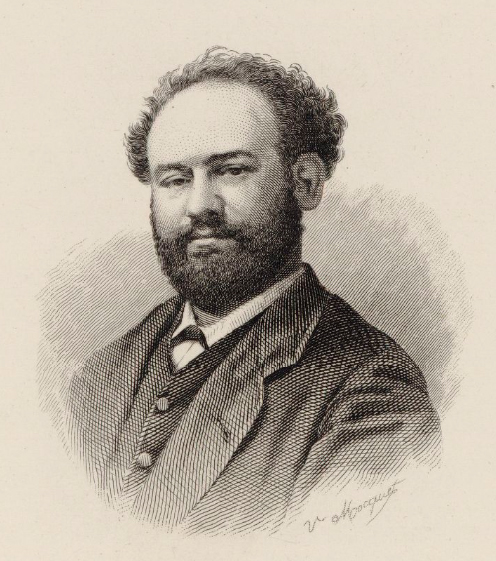
Samuel David; * 12. November

- 19. August: Eugène Anthiome, französischer Komponist († 1916)
- 31. August: Marie Chassevant, französische Musikpädagogin († 1914)
- 19. September: Karl Merz, US-amerikanischer Komponist († 1890)
- 04. Oktober: Konstantin Karlowitsch Albrecht, russischer Komponist († 1893)
- 07. Oktober: Karl Nawratil, österreichischer Justiz- und Advokaturbeamter und Komponist († 1914)
- 31. Oktober: Jørgen Malling, dänischer Komponist († 1905)
- 12. November: Samuel David, französischer Komponist († 1895)
- 13. November: Jelpidifor Wassiljewitsch Barsow, russischer Literaturhistoriker, Ethnograph, Volkskundler, Volksliedsammler und Paläograf († 1917)
- 05. Dezember: Anna Collin-Tobisch, österreichisch-niederländische Konzertsängerin, Gesangslehrerin und Chorleiterin († 1902)

### Genaues Geburtsdatum unbekannt
- Johann Ackermann, deutscher Violinist († 1918)
- Karl Götze, deutscher Komponist und Theaterkapellmeister († 1887)

## Gestorben

### Todesdatum gesichert

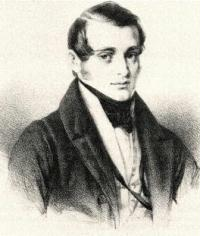
Norbert Burgmüller; † 7. Mai

- 4. Februar: Christiane Schumann, Mutter des Komponisten Robert Schumann (* 1767)
- 03. März: Cayetano Carreño, venezolanischer Komponist (* 1774)
- 04. Mai: Friedrich Hansmann, deutscher Chordirektor und Berliner Ehrenbürger (* 1769)
- 07. Mai: Norbert Burgmüller, deutscher Komponist (* 1810)
- 28. Mai: Anton Reicha, tschechischer Komponist und Professor (* 1770)
- 26. Juni: Claude Joseph Rouget de Lisle, französischer Komponist, Dichter und Offizier (* 1760)
- 23. September: Maria Malibran, französische Opernsängerin (Mezzosopran) (* 1808)
- 16. Oktober: Friedrich Theodor Fröhlich, Schweizer Komponist (* 1803)

### Genaues Todesdatum unbekannt
- Honorat Alberich i Corominas, katalanischer Komponist und Kirchenkapellmeister (* 1786)